# Coccophagus chaetosus
Coccophagus chaetosus är en stekelart som beskrevs av Sugonjaev 1995. Coccophagus chaetosus ingår i släktet Coccophagus och familjen växtlussteklar.
Artens utbredningsområde är Vietnam. Inga underarter finns listade i Catalogue of Life.